# ドレミファん
『ドレミファん』は、2014年10月1日からケーブルテレビ会社のテレビ岸和田が自社のコミュニティチャンネルで放送している地域密着型の情報番組。キャッチフレーズは「女の子のための女の子が役立つ女の子だけの情報番組」。総合司会は朋未。

## 放送日とチャンネル
毎月1回目の放送は第1週の平日に行われる。その後は1か月間にわたって再放送が続く。第1期は6か月間・全6回を予定。第2期以降の放送に関しては未定。
- CATV 017ch 14:00 - 14:30
- 地上デジタル放送 111ch 23:30 - 24:00

## コーナー
第3回までに行っているコーナーは以下の通り。
- マダム侑子の今ドキッ娘に喝
- 朋未ブランド計画
- とれたてトレンディー
- 私をグランドホールに連れてって

## 主な出演者
朋未
メインMC。テレビ岸和田 DONちち！ 第三週 レギュラー で人気のある モデル,タレント。テレビでの総合司会は自身初。番組の冒頭で「男の子は見ないでくださいね！ 女心がばれちゃいますから…」と、視聴者に注意する。
マダム侑子
トータルアドバイザー。本名は黒川侑子。番組のお目付け役。他の若い女性ばかりの出演者を、温かく見守る。
ドレミファん Girls 一期生
- 村田雅美（歌手）
- 徳久亜耶（モデル）
- 本田実紀（「泉州美人」カバーガール）

このほか、駒井まちが第1回にヘアモデルの一人として出演した。
出演者の情報は、著者の番組視聴 や、テレビ岸和田 CHANNEL-GUIDE「Vision」による。